# Fompedraza (kommunhuvudort)
Fompedraza är en kommunhuvudort i Spanien.   Den ligger i provinsen Provincia de Valladolid och regionen Kastilien och Leon, i den centrala delen av landet, 130 km norr om huvudstaden Madrid. Fompedraza ligger 902 meter över havet och antalet invånare är 140.
Terrängen runt Fompedraza är lite kuperad. Runt Fompedraza är det glesbefolkat, med 10 invånare per kvadratkilometer. Närmaste större samhälle är Peñafiel, 7,8 km norr om Fompedraza. Trakten runt Fompedraza består till största delen av jordbruksmark.